# Cantonul Chatou
Cantonul Chatou este un canton din arondismentul Saint-Germain-en-Laye, departamentul Yvelines, regiunea Île-de-France , Franța.

## Comune
- Chatou (reședință)
- Croissy-sur-Seine